# Björn Engels
Björn Engels (* 15. September 1994 in Kaprijke, Flandern) ist ein belgischer Fußballspieler, der seit Sommer 2021 in der heimischen Division 1A bei Royal Antwerpen unter Vertrag steht.

## Karriere

### Verein
Engels begann im Alter von sechs Jahren beim Verein seiner Heimatstadt, dem FC Kaprijke-Bentille, mit dem Fußballspielen. Nach einem Jahr wechselte er in die Jugend des FC Lembeke. 2003 kam Engels ins Nachwuchszentrum von Sporting Lokeren. Nachdem er sich dort drei Jahre als Abwehrspieler weiterentwickelt hatte, kam der mittlerweile Elfjährige im Sommer 2006 in die Jugend des FC Brügge. Zwischen 2006 und 2013 durchlief er dort alle Nachwuchsmannschaften bis zur U19. 2013 erhielt er beim Verein seinen ersten Profi-Vertrag. Sein Debüt in der Division 1A gab er am 1. Spieltag der Saison 2013/14 beim Auswärtsspiel gegen den KV Ostende. 2015 gewann er mit Brügge den belgischen Fußballpokal. Ein Jahr später sicherte er sich mit dem Verein die Meisterschaft. Im Sommer 2017 wechselte er zu Olympiakos Piräus. Nach nur einer Saison mit 17 Einsätzen wurde er im August 2018 nach Frankreich an den Erstligaaufsteiger Stade Reims verliehen. Sein Debüt für Reims gab er am fünften Spieltag in der Startelf gegen den FC Nantes. Insgesamt absolvierte er 33 Partien in der Ligue 1 und die Vereinsführung von Stade Reims zeigte sich derart zufrieden, dass sie im März 2019 eine Kaufoption für einen dauerhaften Transfer nutzte. Letztlich blieb Engels dem Klub doch nicht erhalten, da ebenfalls vereinbart worden war, dass er im Falle eines Angebots aus der englischen Premier League „auf die Insel“ wechseln dürfe – auch motiviert durch die Herkunft seiner aus Liverpool stammenden Lebensgefährtin. Den Zuschlag erhielt der Aufsteiger Aston Villa, wobei über die Höhe der Ablösesumme Stillschweigen vereinbart wurde (geschätzt wurden circa acht Millionen Pfund). Kam er im ersten Jahr noch auf 17 Ligaeinsätze mit einem erzielten Tor, so wurde er anschließend nicht mehr berücksichtigt.
Daraufhin wechselte er im Juni 2021 zu Royal Antwerpen und unterschrieb dort einen Vertrag mit einer Laufzeit bis Sommer 2026. In seiner ersten Saison bestritt er 16 von 40 möglichen Ligaspielen für Antwerpen, in denen er zwei Tore schoss, ein Pokalspiel und drei Spiele in der Europa League einschließlich Qualifikation. Aufgrund einer Oberschenkelverletzung wurde er ab Mitte Februar 2022 nicht mehr eingesetzt (Stand: Ende der Saison 2024/25). 

### Nationalmannschaft
Engels wurde ab 2011 für die Nachwuchs-Nationalmannschaften nominiert. Am 20. April 2011 spielte er dabei sein erstes und einziges Mal unter Trainer Bob Browaeys für die belgische U-17-Nationalmannschaft. Ein halbes Jahr später kam er unter Trainer Marc van Geersom zu seinem ersten Einsatz in der U-18-Nationalmannschaft. Am 8. August 2012 gab Engels sein Debüt in der belgischen U-19-Nationalmannschaft. Insgesamt kam er für die U19 zu fünf Einsätzen. 2016 stand er erstmals im Kader für die belgische A-Nationalmannschaft, kam aber beim Spiel gegen Portugal am 29. März 2016 nicht zum Einsatz. Im Herbst des gleichen Jahres lief er für die belgische U21 auf. Bei seinem ersten Einsatz, dem U21-EM-Qualifikationsspiel gegen Malta, schoss er sein erstes Tor.

## Titel und Erfolge
- Belgischer Pokalsieger: 2015 (FC Brügge), 2022/23 (Royal Antwerpen, ohne Einsatz)
- Belgischer Meister: 2016